# 訃報 1988年6月
訃報 1988年6月（ふほう 1988ねん6がつ）では、1988年（昭和63年）6月中に物故した、又は物故が報じられた人物についてまとめる。

## （1日 - 15日）
- 6月1日 - 岩村忍、東洋史学者（* 1905年）
- 6月8日 - 青木日出雄、航空評論家（* 1927年）

## （16日 - 30日）
- 6月16日 - 石沢英太郎、推理作家（* 1916年）
- 6月17日 - 西村省一郎、元プロ野球選手（* 1941年）
- 6月28日 - 閑院宮春仁王（閑院純仁とも）皇族、陸軍軍人（* 1902年）
- 6月28日 - 龍崎一郎、俳優（* 1912年）